# Інституційний ізоморфізм
Інституці́йний ізоморфі́зм — концепція гомогенізації організацій в організаційній соціології, за допомогою якої інституційна теорія пояснює процес поширення середовищем одних і тих самих загальноприйнятих, легітимних практик, ідей і структур, які можуть бути не оптимальними з точки зору економічної та технічної ефективності. Теорія інституційного ізоморфізму була запропонована в 1983 році Полом ДіМаджіо і Волтером Пауелом як логічне продовження інституційної теорії Джона Меєра і Браяна Роуена в 1977 році.

Стаття ДіМаджіо і Пауела мала на меті дати відповідь на питання: «Чому організації з часом стають настільки схожими одна на одну?». Для тогочасної соціології організацій це було доволі контрінтуїтивне питання, адже всі інші теорії досліджували інше питання: «Чому організації настільки різні?» (в тому числі Популяційна екологія чи стратегічний менеджмент). Розвиваючи ідеї інституційної теорії Меєра і Роуена, ДіМаджіо і Пауелл припустили, що ізоморфізм на макрорівні логічно випливає з індивідуального конформізму організацій. Впроваджуючи одні і ті самі загальноприйняті стандарти і практики, організації згодом стають схожими одна на одну, подальші неінституційні зміни стають все складніше. З часом організаційне середовище настільки кристалізується, що будь-які зміни ведуть лише до подальшого ізоморфізму:
…У кінцевому рахунку організаційні суб'єкти, які приймають раціональні рішення, розбудовують навколо себе середовище, яке обмежує їх здатність до подальших змін. Раннє прийняття організаційних нововведень, як правило, зумовлене раціональним прагненням підвищити ефективність. Але нові практики можуть набувати не лише технічних, але і соціальних цінностей ат функцій. У процесі поширення інновацій досягається поріг, за яким впровадження скоріше забезпечує легітимність, а не підвищує ефективність роботи (ДіМаджіо і Пауел, 1983:148).
Існуючи та перебуваючи в залежності від інституціоналізованих середовищ, організації з часом стають схожі одна на одну, інкорпоруючу в свою структуру ті елементи, форми і практики, які відповідають загальноприйнятим нормам, правилам і переконанням. (Аксьом, 2019:76).
У роботі ДіМаджіо і Пауелл описуються три інституційні фактори (механізми), які ведуть до інституціоналізації та ізоморфізму — коерсивний, імітаційний та нормативний.
Девід Діпгаус (1996) формулює головну гіпотезу інституційної теорії як позитивну кореляцію між ізоморфізмом та легітимізацією організації. Іншими словами, коли організація відповідає нормам і правилам інституційного середовища, отримує схвалення свого середовища, вона асимілюється з іншими організаціями і, таким чином, підвищує свої шанси на виживання й успіх.
Як відзначають Боксенбаум і Йонссон (2008), важливою відмінністю інституційного ізоморфізму від попередніх теорій організаційної адаптації (теорія обставин, популяційна екологія організацій) є те, що гомогенізація організацій в межах середовища відбувається саме по відношенню до соціально сконструйованих норм, переконань і міфів, а не до технічних чи економічних вимог.